# Dubbeltut
Dubbeltut (Polycarpa fibrosa) är en sjöpungsart som först beskrevs av William Stimpson 1852.  Dubbeltut ingår i släktet Polycarpa och familjen Styelidae. Enligt den svenska rödlistan är arten starkt hotad i Sverige. Arten förekommer i Götaland. Artens livsmiljö är havet. Inga underarter finns listade i Catalogue of Life.